# David Dixon Porter
El almirante David Dixon Porter (Chester, Pensilvania, 8 de junio de 1813 - Washington D. C., 13 de febrero de 1891) fue uno de los primeros oficiales navales estadounidenses en llegar al grado de almirante; antes de la guerra civil estadounidense, ningún oficial había sostenido un grado más alto que el de comodoro, pues un almirante, como se consideraba, tenía connotaciones de monarquista. 

## Bíografía
Su padre era el comodoro David Porter, héroe de la guerra anglo-estadounidense de 1812. Su madre se llamaba Evalina Anderson. Estuvo casado con George Ann Patterson Porter desde 1839 y tuvo con ella 6 hijos e hijas.

### Primeros años
Su padre dejó la armada estadounidense en 1824 y aceptó una comisión en la armada mexicana en 1826.Fue así como comenzó su carrera naval como cadete de la Armada de México y como tal combatió en 1828 en la Batalla de Mariel donde murió su primo David Henry Porter y él fue hecho prisionero. Cuando fue liberado, su padre lo envió a los Estados Unidos otra vez, donde su abuelo, el congresista William Anderson lo ingresó en la armada estadounidense en 1829. 
En 1841 se volvió teniente y como tal sirvió en dos misiones navales. Participó en la Intervención estadounidense en Tabasco, tomando parte en la Segunda Batalla de Tabasco el 16 de junio de 1847, durante la Primera intervención estadounidense en México. Por sus méritos en esos acontecimientos Porter recibió el comando de un barco durante el resto de la guerra. Después de la guerra Porter dejó la armada temporalmente para mejorar sus conocimentos sobre barcos. Volvió otra vez en 1855.

### Guerra de Secesión
Durante el principio de la guerra civil en 1861 Porter se convirtió en comandante. Como tal mandó la escuadra, que bloqueaba la boca del río Misisipi. Como tal ayudó en la posterior toma de Nueva Orleans en 1862, en la que se puso bajo el mando de su hermanastro David Farragut.  
Luego mandó la flota del Misisipi desde el octubre de 1862 y fue promocionado para ello a contraalmirante. Como tal tuvo un papel muy importante en las operaciones, que llevaron a la victorIa de la Unión sobre la Confederación en el río durante los años 1862 y 1863 y que terminaron con la toma de Vicksburg el 4 de julio de 1863. Eso permitió el control del río por parte de la Unión, partir en dos la Confederación y así debilitarla decisivamente durante la guerra. Durante el resto del año 1863 Porter vigiló con su flota el río para encargarse, que eso se llevase efectivamente a cabo. 
En el siguiente año, después de haber participado en la fracasada campaña de Red River, Porter se fue al este y se convirtió allí el 12 de octubre de 1864 en el comandante de la escuadra de bloqueo del Atlántico Norte hasta el final de la guerra. Allí participó en 1865 en la toma de Fort Fisher y de Wilmington en Carolina del Norte.

### Vida posterior
Después de la guerra la flota naval se redujo. Como comandos navales fueron entonces menor en número, David Dixon Porter se convirtió en Superintendente de la Academia Naval hasta 1869, donde fue promocionado a vicealmirante. En 1870, después de la muerte del anterior almirante David Farragut, David Dixon Porter se convirtió en Almirante. Siguió estando activo en la marina hasta su muerte, que ocurrió en Washington D. C. Fue enterrado en el cementerio nacional de Arlington.